# NGC 521

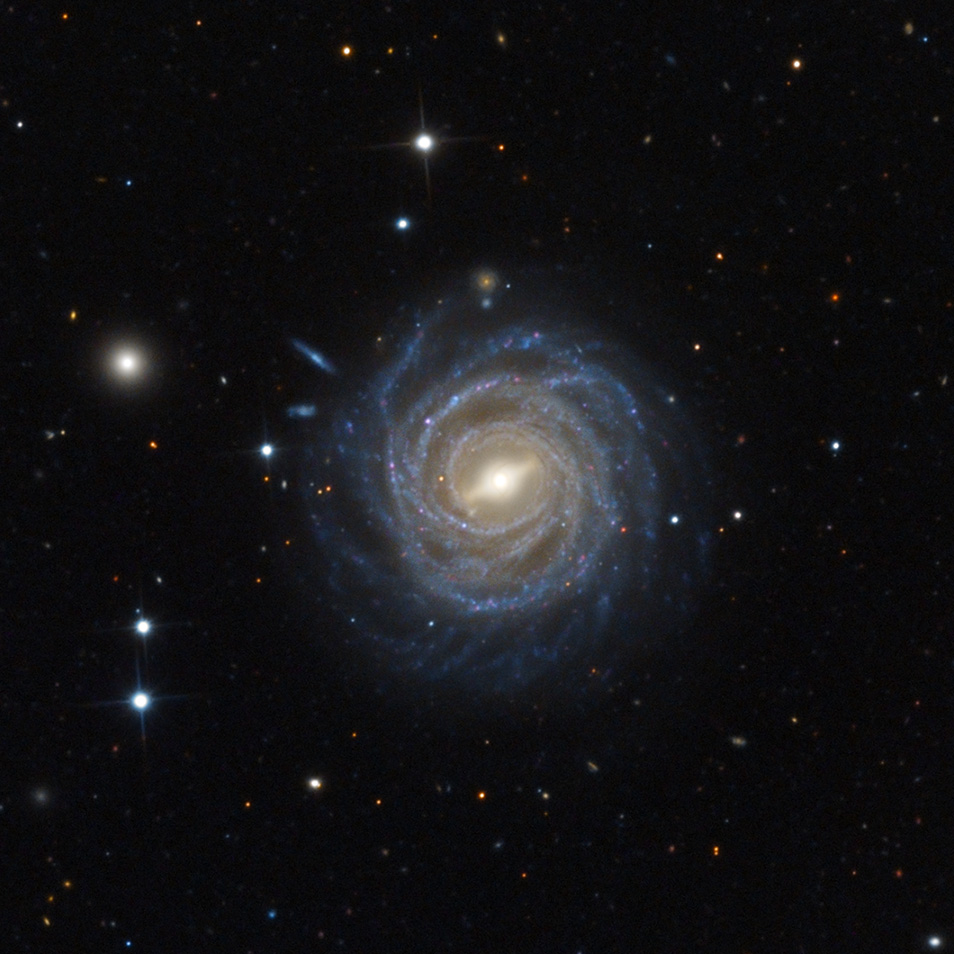
NGC 521

NGC 521 este o galaxie spirală barată situată în constelația Balena. A fost descoperită în 8 octombrie 1785 de către William Herschel. De asemenea, a fost observată încă o dată de către John Herschel.